# William Cureton

William Cureton, Kreidezeichnung aus dem Jahr 1861

William Cureton (* 1808 in Westbury, Shropshire; † 17. Juni 1864) war ein britischer Orientalist.

## Leben
Cureton war der zweite Sohn von des gleichnamigen William Cureton. Er absolvierte die Free Grammar School in Newport. Im Alter von 18 Jahren ging er nach Oxford. Sein Vater verstarb in dieser Zeit und hinterließ nur ein kleines Erbe. Ab 1828 besuchte er Christ Church College der University of Oxford. Er graduierte 1830, wurde 1831 von Bischof Richard Bagot von Oxford zum Diakon und 1832 von Bischof George Murray von Rochester zum Priester geweiht. Zwei Jahre später wurde er Unterbibliothekar der Bodleian Library.
1837 wurde Cureton zum Stellvertreter von Frederic Madden im Amt des Hüters der Manuskripte an das Britische Museum berufen. Hier erforschte er altägyptische und frühchristliche Handschriften. Neun Jahre später begann er einen Katalog arabischer Handschriften zu veröffentlichen. Der erste Teil dieses Werkes erschien im Frühjahr 1846 und umfasste christliche Schriften sowie die Abteilungen der mahomedischen Theologie, Rechtswissenschaft und Geschichte. Er unterbrach seine Arbeit an diesem Werk, weil die Kuratoren des Museums eine Handschriftensammlung in syrischer Sprache erworben hatten, die aus dem Kloster St. Mary Deipara, in der Wüste von Nitria oder Scete, unweit von Kairo stammte. Cureton widmete sich nun ausgiebig dem Studium der syrischen Sprache und Literatur. Ihm oblag zunächst die Aufgabe, die Bände zu klassifizieren, die unzähligen Fragmente und losen Blätter, aus denen die Sammlung Nitrian bestand, zusammenzutragen und zu ordnen. Um 1847 berief ihn Königin Victoria zu ihrem Kaplan.
Im Jahr 1851 bearbeitete Cureton die Palimpsest-Fragmente der Ilias von Homer, die in der Nitrianischen Handschrift enthalten sind. 1853 gab den dritten Teil der Ecclesiastical History von Johannes von Ephesos heraus. 1861 brachte er mit der Geschichte der Märtyrer in Palästina von Eusebius von Caesarea das letzte Werk heraus, das er beendet hatte.
Am 29. Mai 1863 war Cureton mit seiner Familie bei der Rückkehr aus Eastbourne von einem schweren Eisenbahnunfall nahe der Streatham Common Station betroffen, bei der es zu einer Kesselexplosion kam. Von den Folgen erholte er sich nicht mehr; jeder Besserung folgte ein schwererer Rückfall. Er starb am Freitag, dem 17. Juni 1864 im 56. Lebensjahr.

## Ehrungen
- 1838: Mitglied („Fellow“) der Royal Society.
- 1850: Kanonikus von Westminster Abbey (City of Westminster) ernannt und gleichzeitig auch Pfarrer der St Margaret’s Church.
- 1858: Bachelor und Doctor of Divinity durch Akkumulation durch das vorherige Ehrendiplom der Universität Halle.[1]
- 1860: Korrespondierendes Mitglied der Göttinger Akademie der Wissenschaften[3] sowie zum auswärtigen Mitglied der Académie des inscriptions et belles-lettres.[4]
- 1862: Aufnahme als korrespondierendes Mitglied in die Russische Akademie der Wissenschaften in Sankt Petersburg.[5]

## Rezeption
Sein Ruf in der gelehrten Welt gründet sich hauptsächlich auf die Herausgabe bisher unbekannter, aber für die Geschichte der alten christlichen Kirche wichtiger syrischer Schriftstücke aus der Handschriftensammlung, welche Henry Tattam 1841 aus einem Kloster der ägyptischen Natronwüste für das Britische Museum erworben hatte. Die erste Veröffentlichung daraus war eine syrische Übersetzung der Briefe des Ignatius von Antiochia an Polykarp, an die Epheser und an die Römer (London 1845). Gerade diese Übersetzung (mehr eine Interpretation) erfuhr eine teilweise sehr kontroverse Diskussion, die aber von Cureton vehement verteidigt wurde.

## Werke (Auswahl)
- Vindiciæ Ignatianæ or the genuine writings of St. Ignatius. Rivingtons, London 1846. (Digitalisat)
- Corpus Ignatianum. A complete collection of the Ignatian epistles. Rivington, London 1849. (Digitalisat)
- The festal letters of Athanasius. Discovered in an ancient Syriac version. Society for the Publication of Oriental Texts, London 1848. (Digitalisat) (Festbriefe von Athanasius des Großen)